# Teatro Stabile d'Innovazione Galleria Toledo
Il teatro Galleria Toledo è un teatro stabile d'innovazione sito a Napoli, nei Quartieri Spagnoli.

## Storia
Fu fondato da Laura Angiulli e Rosario Squillace , già fondatori dal 1986 della Cooperativa Teatro Galleria Toledo e attivi nell'ambiente teatrale napoletano. I due individuarono una sala cinematografica in disuso , l'ex cinema Cristallo, che il Comune di Napoli aveva acquisito negli anni '70 e trasformato in deposito della nettezza urbana. L'immobile fu acquistato per 238 milioni di lire, anche grazie ad una legge ministeriale che finanziava il recupero di sale storiche. I lavori di ristrutturazione ebbero luogo dal 1987 al 1991, e trasformarono il fatiscente cinema in un moderno teatro da 300 posti. Il nome fu scelto come richiamo all’arte (Galleria) e al luogo di incontro e come omaggio al quartiere nel quale sorge (Toledo). 
Nel film del 2021 È stata la mano di Dio del regista Paolo Sorrentino il protagonista Fabietto, interpretato da Filippo Scotti, assiste ad uno spettacolo teatrale al teatro. 

## L'inaugurazione
Il 21 aprile del 1991 vi fu l'inaugurazione della sala e venne proiettato il film Le cinque rose di Jennifer di Tomaso Sherman ispirato all’ omonimo testo teatrale di Annibale Ruccello.
Nei giorni successivi all'apertura andarono in scena gli spettacoli Riccardo III di Mario Martone, Zingari di Toni Servillo e Dritto all’Inferno di Antonio Neiwiller.
In breve tempo la sala divenne un punto di riferimento per il teatro di ricerca, allargando la sua attività anche al cinema e alla musica.

## Gli artisti
Tra le compagnie teatrali e gli artisti che sono passati sul palco del teatro troviamo Living Theatre, Odin Teatret, Socìetas Raffaello Sanzio, Peter Brook, Alejandro Jodorowsky, Motus , Enzo Moscato, Toni Servillo, Mario Martone, Antonio Capuano, Licia Maglietta, Renato Carpentieri, Andrea Renzi, Sabina Guzzanti, Anna Bonaiuto, Remondi & Caporossi, Alfonso Santagata, claudio Morganti, Ascanio Celestini, Antonio Rezza, Marco Baliani, Danio Manfredini, Teresa Saponangelo, Carla Tatò, Dacia Maraini, Pier Paolo Sepe, Arturo Cirillo, Sonia Bergamasco, Fabrizio Gifuni, Sandro Lombardi, Sergio Bruni, Peppe Barra, Pietra Montecorvino, Marcello Colasurdo, Gianmaria Testa.